# Boeorix manducus
Genre
Espèce
Boeorix manducus, unique représentant du genre Boeorix, est une espèce d'opilions laniatores de la famille des Assamiidae.

## Distribution
Cette espèce est endémique de Birmanie.

## Description
L'holotype mesure 4 mm

## Publication originale
- Thorell, 1889 : « Aracnidi Artrogastri Birmani raccolti da L. Fea nel 1885-1887. » Annali del Museo Civico di Storia Naturale di Genova, sér. 2, vol. 7, p. 521-729 (texte intégral).